# 5-Метилуридин
5-Метилуридинът известен още и като риботимидин е пиримидинов нуклеозид получен от свързването на нуклеотидната база тимин с монозахарида рибоза. Той е сходен с тимидин (дезокситимитин) дезоксинулеотид в състава на ДНК.
5-Метилуридинът се среща в някои транспортни РНК (тРНК), в частност в тРНК натоварена с аминокиселината аланин.